# SDSS J010013.02+280225.8
SDSS J010013.02+280225.8, souvent abrégé en SDSS J0100+2802, est un quasar situé à une distance d'environ 12,8 milliards d'années-lumière de la Terre.
Le quasar est l'un des plus lumineux jamais observé. Le quasar à une masse estimée à 12 milliards de fois celle du Soleil.